# Salenski's spitsmuis
De Salenski's spitsmuis (Chodsigoa salenskii)  is een zoogdier uit de familie van de spitsmuizen (Soricidae). De wetenschappelijke naam van de soort werd voor het eerst geldig gepubliceerd door Kastschenko in 1907.

## Voorkomen
De soort komt voor in China.